# Retábulo de Santa Bárbara (Pérez)
O Retábulo de Santa Bárbara é uma pintura de Gonçal Peris Sarrià (Gonzalo Pérez) conservada, atualmente, no Museu Nacional d'Art de Catalunya em Barcelona.

## Descrição

### Tema
O retábulo traz a imagem de Santa Bárbara como figura central. Ela segura na mão direita uma palma de fronde, simbolizando o martírio. Sua mão esquerda segura uma torre, central para a história de sua prisão. Acima desta imagem central está uma cena do Calvário, representando Cristo com sua mãe, a Virgem Maria, o seu discípulo São João Evangelista. O fundo murado é representativo dos muros de Jerusalém. Quatro painéis nos compartimentos laterais retratam oito cenas da vida e da Paixão de Cristo. Estas cenas foram mais tarde descritas no manuscrito medieval catalão de 1486, Jardinet d'Orats.